# Orthosia centrifasciata
Orthosia centrifasciata là một loài bướm đêm trong họ Noctuidae.